# Stephen Pound
Stephen Pound Pelham (né le 3 juillet 1948) est un homme politique britannique du parti travailliste qui est député pour Ealing Nord de 1997 à 2019.

## Jeunesse
Son père, Pelham Pendennis Pound (1922–1999) est un sous-rédacteur en chef de la BBC et ancien journaliste (notamment pour les News of the World et le Daily Mirror) et agent littéraire dont les clients comprenaient l'ostéopathe Stephen Ward. Lorsque Ward est arrêté pour son rôle dans l'Affaire Profumo c'est au domicile de Pound et ce dernier affirme qu'il a joué un rôle mineur dans les événements qui ont conduit au suicide de Ward . Le grand-père de Pound, Reginald Pound (1894–1991) FRSL est journaliste et biographe (notamment de Alfred Harmsworth et AP Herbert), employé, entre autres, par le Daily Express et Strand Magazine (rédacteur en chef de 1942 à 1946) ,,.
Pound fait ses études à Hertford Grammar school (maintenant appelée Richard Hale School) sur Hale Road à Hertford. Il étudie de 1979 à 1984, à la London School of Economics où il obtient un diplôme en relations industrielles et une licence en économie. Il est secrétaire général du syndicat étudiant de 1981 à 1982 .
Il est boxeur dans la Royal Navy lorsqu'il est en mer de 1964 à 1966, ce qui conduit le magazine Private Eye à le désigner comme "le meurtrier tatoué d'Ealing North". Il joue également au football pour la ville de Hanwell  travaille comme conducteur d'autobus pour le transport de Londres  de 1966 à 1968 et est brancardier d'hôpital de 1969 à 1979. Avant de devenir député, il travaille pour l'Association de logement des églises de Paddington en tant que gestionnaire de logements de 1984 jusqu'à ce qu'il devienne député. Il est basé à Willesden.

## Carrière politique
Pound est conseiller à Ealing de 1982 à 1998. En 1982, il est élu dans le quartier d'Elthorne et en 1986, il est réélu dans son quartier d'origine de Hobbayne. Il est le député d'Ealing North de 1997 à 2019.
Il est Secrétaire parlementaire privé (PPS) d'Hazel Blears jusqu'à ce qu'il démissionne pour protester contre la décision de remplacer Trident le 14 mars 2007 . Il soutient Blears lors de l'élection de la direction adjointe du Parti travailliste en 2007.
Pound est SPP auprès du ministre Stephen Timms au ministère des Affaires, des Entreprises et de la Réforme de la réglementation d'octobre 2008 à mai 2010. En avril 2009, il aurait annoncé sa démission de ce poste afin de voter contre la politique du gouvernement de restreindre le droit des anciens Gurkhas de s'installer au Royaume-Uni .
Après l'élection d'Ed Miliband à la tête du parti travailliste en octobre 2010, il devient whip adjoint. En novembre de cette année-là, il devient ministre de l'ombre pour l'Irlande du Nord. Il siège au Comité des affaires d'Irlande du Nord entre 1997 et 2010.
En 2012, malgré ses opinions républicaines, Pound critique les manifestations organisées pendant le jubilé de diamant d'Elizabeth II en déclarant: «Vous pouvez avoir des opinions républicaines mais vous respectez le monarque actuel - en particulier en cette année. Il n'est pas nécessaire de perdre ses manières, et c'est délibérément provocateur. " .
Il soutient Owen Smith dans la tentative infructueuse de remplacer Jeremy Corbyn lors des élections à la direction travailliste de 2016 .
En 2019, Pound annonce qu'il ne se représenterait pas aux  élections générales .

## Vie privée
Il a épousé Maggie en 1976. Ils ont un fils et une fille. C'est un catholique romain . En janvier 2005, il découvre qu'il a engendré une fille à l'âge de dix-huit ans.